# Has

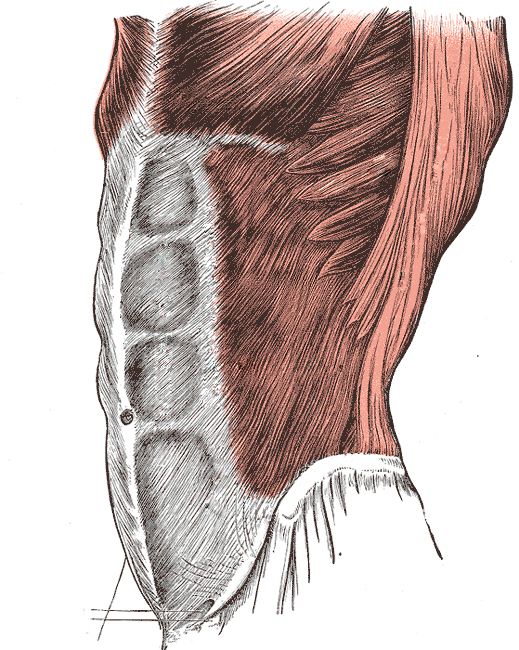
A hasizmok

A has (abdomen) az ember törzsének középső, a bordaívtől (arcus costale) a medencecsont (os coxae) felső széle közötti része. Ez a szócikk csak a hasfallal, tájékaival (régióival) és rétegeivel foglalkozik. Alapvetően arra szolgál, hogy megkönnyítse a hasüregi szervek helyzetének meghatározását. A hasüreg – fontossága és bonyolult szerkezete miatt – külön szócikkben kerül tárgyalásra.

## Hasfal

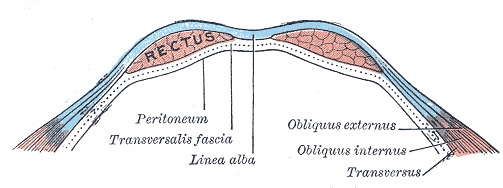
A rectushüvelyek és a hasizmok szomszédos részeinek keresztmetszete.

A hasfalat elöl és oldalt hasizmok és kötőszövetes rendszerük (bőnyéik = széles izmok széles, lapos, lemezszerű inai) határolják. A hasfal rétegei: Bőr és a bőralatti kötőszövet, az izmok felületes kötőszövetes lemeze (fascia superficialis abdominis), hasizmok (musculi abdominis), egy belső kötőszövetes lemez (fascia transversa) és a hashártya (peritoneum)
A hasüreg olyan fontos szerveket tartalmaz, amelyek normál vagy kóros állapotáról a hasfalon keresztül főleg tapintással, de kopogtatással és hallgatózással is lehet tájékozódni. A hasfal szerkezetének ismerete ezt könnyíti meg. Alapvetően fontos a hasfalon keresztül végzett műtéti beavatkozásokhoz.

## Hasizmok

### A hasizmok funkciói
Egyik legfontosabb feladatuk a hasüreg lezárása és a hasüregi szervek védelme. Változatos irányú lefutásuk miatt a test számos mozgásában vesznek részt. Tónusukkal hozzájárulnak a hasüregi (intraabdominalis) nyomás fenntartásában. Normál működésük fontos szerepet játszik a kilégzésben. Fokozott összehúzódásuk a hasűri nyomást fokozza, aminek székletürítéskor, de nőknél leginkább a szüléskor van nélkülözhetetlen szerepe.

### A hasizmok anatómiája
Oldalt három rétegben helyezkednek el. Kívülről befelé: külső ferde (m. obliquus abdomonis externus), belső ferde (m. obliquus abdominis internus) - ezek a rostjainak lefutása közel merőleges egymásra -, haránt hasizom (m. transversus abdominis), ennek rostjai megközelítőleg vízszintesen futnak. Középen a kétoldali, széles szíjszerű, egyenes hasizmokat (m. rectus abdominis) középen egy összefonódott tömött kötőszövetből álló fehér vonal (linea alba) választja el. Ezt a kötőszövetes képződményt tekintik a ferde és haránt hasizmok közös tapadási vonalának. (A széles hasizmok bonyolult eredését és tapadását itt fölöslegesnek látszik részletezni. Az egyenes hasizom a mellkas aljának középső részén ered, és a csípőcsont elülső-középső részén (symphisis pubica) tapad. A széles hasizmok bőnyéi egy különleges, tömött kötőszövetes tokot, a rektushüvelyt (vagina musculi recti) hoznak létre az egyenes hasizom körül. Ennek elülső falának alkotásában a külső ferde, a két lemezre vált belső ferde bőnyjének elülső lemeze, hátsó falának kialakításában a belső ferde hátsó lemeze, és a haránt hasizom bőnyéje vesz részt

## Tájékok

Tájékozódási vonalak a hasfalon.

Ehhez kétoldalt a lágyékszalagon közepén függőlegesen átfutó vonalat ill. síkot (medioiguinalis vonal ill. sík), a bordaívek legmélyebb része alatt átfutó vonalat ill. síkot (subcostalis vonal ill. sík), és a csípőtaréj kiemelkedésein (tuberculum iliacum) átmenő vonalat (intertubercularis vonal ill. sík) lehet felhasználni tájékozódásul. A subcostalis vonal fölött középen van az (epigastrium), és két oldalt a - bordaívektől takartan - a két (hypochondrium). A subcostalis és az intertubercularis vonal közötti területen középen a köldöktájék (regio umbilicalis), ettől mindkét oldalra az ágyéki tájék (regio lumbalis) és már hátul a vesetájék (regio renalis). Az intertubercularis vonal alatt középen van a hólyagtájék (regio vesicalis), ettől két oldalt a lágyékszalagok fölött a két háromszögletű lágyéktájék (regio inguinalis).

## Gyenge helyek a hasfalon

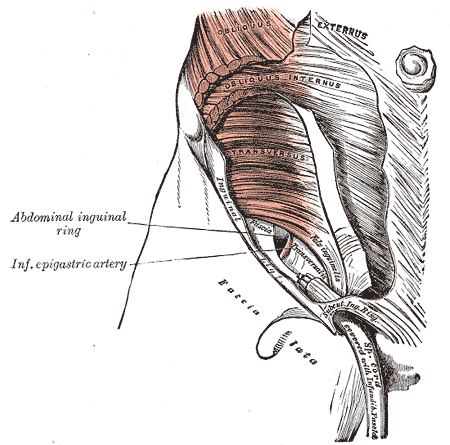
A hasizomzat rétegei és a lágyékcsatorna.

A hasfalon - elsősorban más képződmények áthaladása következtében - a hasűri nyomást az átlagosnál rosszabbul elviselő részek alakulnak ki (sérvcsatornák), ahol a fali hashártya és vele hasüregi szervek részletei (többnyire vékonybélrészletek és a nagycseplesz részei kitüremkedhetnek (sérv; hernia). Ha a kitüremkedett részek valamilyen okból vérellátásukban zavart szenvednek, vagy a bennük felhalmozódott anyagok miatt megduzzadnak, (sérvkizáródás) azonnali beavatkozást igénylő életveszélyes állapot alakul ki. Ezért fontos a sérveket még időben sebészetileg korrigálni.

## Beidegzés és vérellátás
A hasizmok beidegzése és vérellátása a szegmentális idegekből és erekből származik